# Bazarnij Karabulak-i járás

A Bazarnij Karabulak-i járás a Szaratovi területen

A Bazarnij Karabulak-i járás (oroszul: Базарно-Карабулакский муниципальный район) Oroszország egyik járása a Szaratovi területen. Székhelye Bazarnij Karabulak.

## Népesség
- 1989-ben 36 391 lakosa volt.
- 2002-ben 36 571 lakosa volt.
- 2010-ben 31 841 lakosa volt, melyből 24 760 orosz, 2 763 tatár, 2 094 csuvas, 306 mordvin, 250 örmény, 199 ukrán, 194 azeri, 108 kazah, 42 üzbég, 41 német, 38 csecsen, 31 grúz, 29 fehérorosz, 28 avar, 27 lezg, 25 moldáv, 17 mari, 14 koreai, 13 tadzsik, 9 ezid, 8 baskír, 8 cigány, 7 udmurt, 4 tabaszaran, 110 egyéb, 716 nem nyilatkozott.